# 中華民國駐哥倫比亞大使列表
本列表為中華民國駐哥倫比亞共和國歷任大使與代表名錄。兩國已無正式外交關係。

## 無邦交時期

### 代表機構
1980年2月8日，哥倫比亞與中華民國斷交。1980年6月14日，中華民國於哥倫比亞首都波哥大設立具大使館功能的駐哥倫比亞遠東商務辦事處，8月26日，與遠東商務辦事處巴兰基亚分處（Agencia de la Oficina Comercial del Lejano Orente Barranquilla, Colombia）同步對外運作。
1990年11月27日，辦事處與分處更名為駐哥倫比亞臺北商務辦事處（Oficina Comercial de Taipei en Bogota, Colombia）、臺北商務辦事處巴蘭幾亞分處（Agencia de la Oficina Comercial de Taipei en Barranquilla, Colombia）。1991年7月1日，駐巴蘭幾亞分處關閉。

### 歷任代表（1980年至今）
| 姓名   | 任命          | 到任           | 免職          | 離任           | 外交銜級 對外名義 | 外交職務 本職職務   | 備註                                     | 備註 |
| ------ | ------------- | -------------- | ------------- | -------------- | ----------------- | ------------------- | ---------------------------------------- | ---- |
| 章德惠 | 1980年6月14日 | 1980年6月14日  | 1984年12月6日 |                | 主任              | 主任                |                                          |      |
| 蔡德三 | 1984年12月6日 | 1985年5月18日  | 1991年1月8日  | 1991年3月25日  | 代表              | 代表                |                                          |      |
| 林盤石 | 1991年1月8日  | 1991年3月2日   |               | 1998年         | 代表              | 代表                |                                          |      |
| 游天德 |               | 1998年         | 2002年6月10日 | 2002年6月30日  | 代表              | 副代表              |                                          |      |
| 柯森耀 | 2002年7月12日 | 2002年8月28日  | 2006年7月19日 | 2006年10月14日 | 代表              | 副代表 代表         | 2004年11月26日升任代表                   |      |
| 劉榮座 | 2006年10月3日 | 2006年11月22日 | 2009年1月15日 | 2009年4月18日  | 代表              | 代表                |                                          |      |
| 劉儒宗 | 2009年1月19日 | 2009年4月3日   |               | 2012年8月      | 代表              | 副代表              |                                          |      |
| 湯繼仁 | 2012年6月6日  | 2012年8月7日   |               | 2015年10月     | 代表              | 副代表 特命全權公使 | 2012年9月1日改公使銜                     |      |
| 葉德貴 |               | 2015年10月19日 | 2018年5月18日 | 2018年7月      | 代表              | 特命全權公使        |                                          |      |
| 韓志正 | 2018年5月18日 | 2018年7月7日   |               | 2020年5月      | 代表              | 特命全權公使        | 調任駐巴拉圭大使，原職由副參事李淑慧暫代 |      |
| 張幼慈 |               | 2020年10月4日  |               | 2021年12月     | 代表              | 特命全權公使        |                                          |      |
| 桂志芸 |               | 2022年1月13日  |               | 2025年6月      | 代表              | 特命全權公使        |                                          |      |
| 朱盛鴻 |               | 2025年6月16日  |               | 現任           | 代表              | 特命全權公使        |                                          |      |

## 外部連結
- 駐哥倫比亞臺北商務辦事處（Facebook、Twitter）